# Transfert d'apprentissage
Ne doit pas être confondu avec Apprentissage par transfert.
 (décembre 2017).
Si vous disposez d'ouvrages ou d'articles de référence ou si vous connaissez des sites web de qualité traitant du thème abordé ici, merci de compléter l'article en donnant les références utiles à sa vérifiabilité et en les liant à la section « Notes et références ».
Le transfert d'apprentissage est le phénomène par lequel un apprentissage nouveau est facilité grâce aux apprentissages antérieurs. C'est un processus cognitif qui peut avoir de larges effets positifs ; mais aussi parfois négatifs[réf. souhaitée], lorsqu'il s'agit de reproduction mécanique sans juste adaptation au nouveau domaine, ou lorsqu'un schéma ou une habitude empêchent d'acquérir de nouvelles façons de faire.
Il y a trois catégories typiques[réf. souhaitée] :
1. Le transfert bilatéral : la capacité de faire avec une main ce qui a été appris avec l’autre. Exemple : un jongleur qui apprend à jongler par la main gauche aura par la suite plus de facilité à apprendre à jongler par la main droite.
2. Apprendre à apprendre : d’une manière générale plus on apprend de taches variées, et mieux on en apprend de nouvelles (voir aussi l'apprentissage de langues étrangères). C’est ce qu’on retrouve dans la vie courante : le premier jeu vidéo facilitera les suivants ; à l'école en seconde on commence à faire le commentaire linéaire et par la suite le commentaire composé ce qui facilite ce dernier.
3. Le transfert négatif : un premier apprentissage peut gêner le suivant, par exemple si on a appris à taper sur un clavier d’ordinateur à deux doigts on aura du mal par la suite à apprendre à taper avec les dix doigts.

Le concept a notamment été étudié par les sciences cognitives pour l'enseignant. 